# Konvoj (roman)
Konvoj är en roman av Thorsten Jonsson utgiven 1947. Romanen återutgavs 2007 med ett förord av Elise Karlsson i bokförlaget Modernistas serie av svenska klassiker.

## Handling
Romanen utspelar sig 1943 ombord på fartyget s/s Barama som ingår i en större konvoj som färdas över Atlanten under andra världskriget. Den skildrar ett antal människor som av olika skäl lämnat Europa för att ta sig till USA, deras individuella öden och inbördes relationer.

## Omdömen
"Konvoj är en stillsam berättelse med en stark laddning och ett vackert variationsrikt språk, som spänner från hårdkokt satir till poetisk skir sorg. Thorsten Jonssons bild av krigets undantagstillstånd och den existentiella utsattheten förtjänar fullt ut klassikerstämpeln" – Norrköpings Tidningar 